# Oude gevangenis van Umeå
De oude gevangenis van Umeå (Zweeds: Umeå gamla fängelse) of länscellfängelset is een beschermd gebouw (Byggnadsminne) in Umeå in de provincie Västerbottens län in Zweden.
Het gebouw werd in gebruik genomen in 1861 en was een van de weinige gebouwen die de grote brand die in Umeå woedde in 1888, overleefde. Het gebouw dat eigendom is van het "Statens fastighetsverk" (SFV), is een van de oudste gebouwen van de stad en is sinds 1992 beschermd. 

## Geschiedenis
De oude gevangenis van Umeå was een van een twintigtal provinciale gevangenissen, ontworpen door Wilhelm Theodor Anckarsvärd, de architect van Kriminalvården gedurende de jaren 1855-1877. Deze gevangenissen werden gebouwd volgens het zogeheten Amerikaanse Philadelphiasysteem, waarin grote cellen werden vervangen door individuele gevangeniscellen. De gevangenis was onderverdeeld in 24 cellen op twee verdiepingen. De cellen bevonden zich alle aan de buitenmuren van het gebouw zodat iedereen daglicht te zien kreeg. De gevangenis was in gebruik tot 1981, toen een nieuwe gevangenis in Umeå geopend werd.

## Theater
Vanaf 1987 en gedurende het grootste deel van de jaren 1990 werd het gebouw en de binnenplaats gebruikt door de amateurtheatergroep "Grotteatern" en de onafhankelijke theatergroep "Profilteatern". Om de honderdste verjaardag van de verwoestende brand van 1888 te herdenken creëerde Grotteatern in 1988 een theaterproductie genaamd Het spel van de grote brand (Spelet om den stora Branden) op de binnenplaats van de oude gevangenis. Dit theaterstuk werd nog een aantal jaren in de zomer opgevoerd.

## Hotel
In de jaren 2007-2008 werd de oude gevangenis omgebouwd tot een hotel met 23 eenpersoonskamers, een tweepersoonskamer en 2 vierpersoonskamers, alsmede een conferentieruimte voor vergaderingen en feesten die plaats biedt aan maximaal 50 personen.

## Fotogalerij

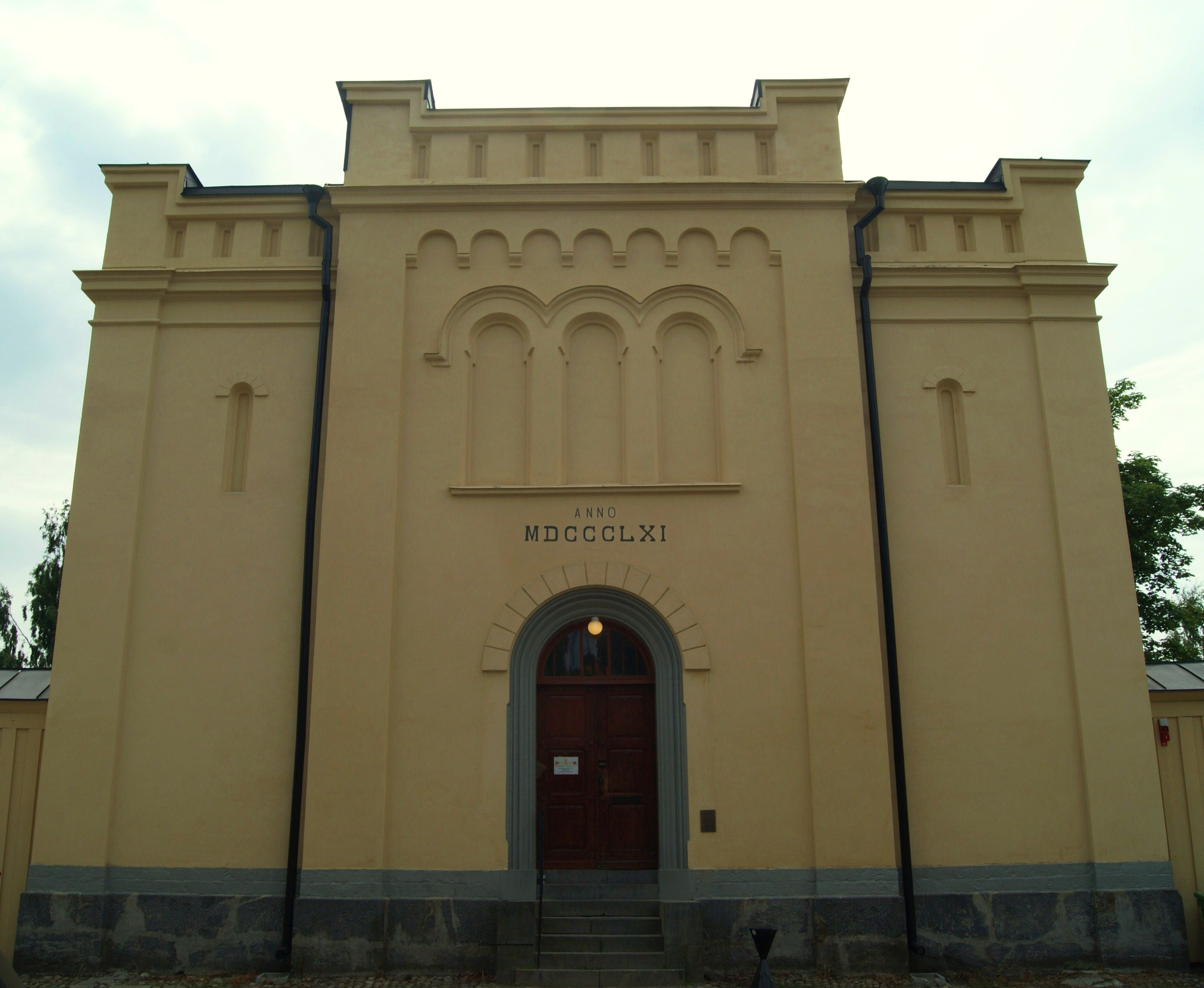
Het hoofdgebouw.
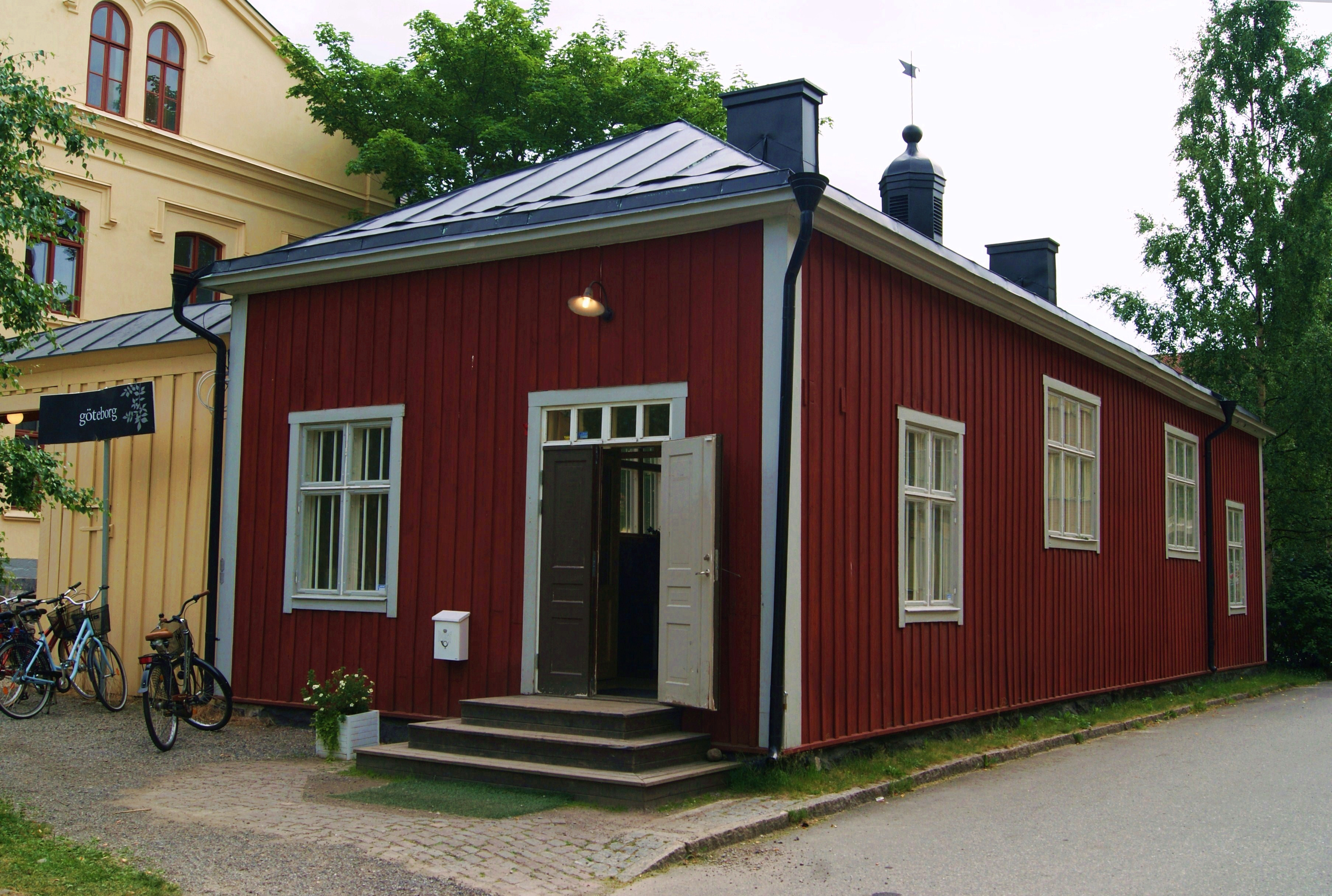
De oude rechtszaal, nu Café Göteborg.
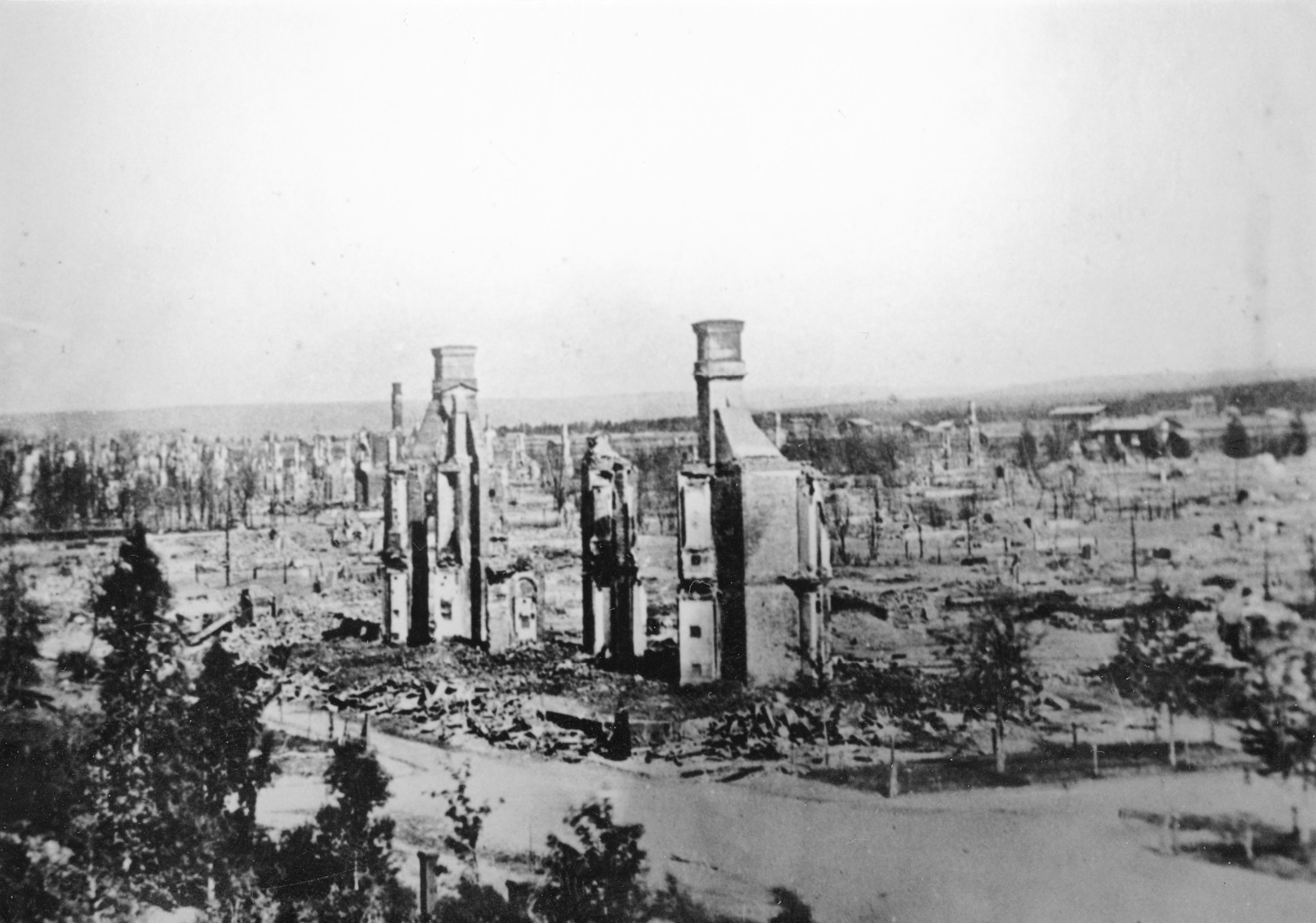
Foto vanaf het dak van de gevangenis na de grote brand in 1888.